# Paul de Lussanet
Paul de Lussanet (16 november 1940, Laren (Noord-Holland)) is een Nederlands beeldhouwer, kunstschilder en regisseur.

## Leven
De Lussanet kreeg zijn eerste schilderlessen van zijn grootouders, kunstschilders te Laren. Hij studeerde bij de expressionist Oskar Kokoschka aan diens 'Schule des Sehens' te Salzburg en vervolgens aan het Hoger Instituut voor Schone Kunsten in Antwerpen. Hij werkte veel in het buitenland, lange tijd in Parijs en vaak aan de Côte d'Azur, maar keerde in 2000 weer terug naar Laren.

## Werk

### Beeldend kunstenaar
De Lussanet werkt als kunstschilder zowel als beeldhouwer. Hij maakt kleurrijke expressieve kunst, die zich volgens de website van Museum MORE te Gorssel kenmerkt door een groot 'joie de peindre' (schilderplezier). Het vrouwelijk naakt is een terugkerend thema, alsook het zorgeloze leven in Zuid-Frankrijk. Hij had solo-exposities in binnen- en buitenland.

### Filmregisseur
In de jaren zeventig en tachtig van de vorige eeuw werkte De Lussanet ook als filmmaker. In Frankrijk had hij al een paar korte filmpjes gemaakt. In 1976 regisseerde hij samen met Ate de Jong, Orlow Seunke en Otto Jongerius de film Alle dagen feest naar de gelijknamige verhalenbundel van Remco Campert.
In 1978 regisseerde hij Mysteries naar de gelijknamige roman van Knut Hamsun met in de hoofdrollen Rutger Hauer en Sylvia Kristel. In 1980 regisseerde hij Lieve jongens naar de gelijknamige roman van Gerard Reve, met in de hoofdrollen Hugo Metsers en Hans Dagelet. Vlak voor de première van deze film, in mei 1980 zei De Lussanet: "Ik wil kunstzinnige films maken. Film is mijn leven. Ik ben een perfectionist. Bij mij moet alles tot in de puntjes verzorgd zijn, de decors, de locaties, de afwerking van de kopieën, alles. Ik doe zelf graag heel veel aan de aankleding van een film. Maar het belangrijkste is toch, dat er wat uit de acteurs gehaald kan worden" Hans Beerekamp zei over zijn films: "De Lussanet heeft een elegant gevoel voor visuele decadentie."
Zowel Mysteries als Lieve jongens waren een matig succes in de bioscoop.
In 1987 regisseerde hij het toneelstuk De paradox van de acteur naar een stuk van Denis Diderot. 
De Lussanet zei in De Telegraaf in 1981 : "Filmen is met 35 gekken een straat met éénrichtingsverkeer 
van de verkeerde kant inrijden. Schilderen doe je helemaal alleen, vanuit een ivoren toren".

## Biografie
In 2022 verscheen er een biografie over Paul de Lussanet met als ondertitel Verf in het bloed, geschreven door Wim Hazeu.

## Filmografie
- 1970 - La douceur de village (korte film)
- 1976 - Alle dagen feest
- 1978 - Mysteries
- 1980 - Lieve jongens